# Kouwenberg
Kouwenberg is een buurtschap in de gemeente Tilburg in de Nederlandse provincie Noord-Brabant. Het ligt iets ten noorden van de stad Tilburg aan de weg naar Vijfhuizen. Het is tevens een veel voorkomende achternaam, in allerlei varianten.

## Geschiedenis
De naam Kouwenberg is terug te vinden in talloze vermeldingen uit de 15e tot 17e eeuw, onder namen als Coudenberch en Cauwenberch. Bijvoorbeeld in 1422 "'t goet ten Coudenberch in Westtilborch", in 1445 "'t goet ten Coudenberch by 't goet ten Haenberch", in 1550 op "ten Couwenberch en den Cauwenberch by 't Loonsch Gericht", in 1628 "'t goet ten Caudenberch". De familienaam Kouwenberg is in Tilburg al sinds ca. 1450 bekend.
Een kaart uit 1760 heeft een weg van de Heikantsche Molen, die op de grens van Loon op Zand op de Houtsche straat uitkomt. Deze weg liep westelijk langs Kouwenberg, Groote Hei, Vijfhuize en Driehuize. In het boekje de Verdeeling van de Tienden uit 1778 is de Zesden Klamp, Genaamt Kouwenberg. Bij het eerste officiële besluit van B & W in 1909 is de omschrijving van de Kouwenberg: De drie woningen ten Zuiden van de Vijf Huizen, bewoond door A. Leppers, L. Klomp en N. Schalken.
Noord-Brabant: Steden en dorpen      Nederland: Provincies · Gemeenten